# Juttertje
Juttertje is een kruidenbittertje van 30% alcohol dat van oudsher gedistileerd wordt op Texel. Het drankje wordt getrokken van 14 verschillende kruiden. De drank is bekroond met het "Echt Texels Product" keurmerk.

## Omschrijving
Juttertje heeft een zachte, vriendelijke smaak die milder is dan dat van het bekende Jägermeister. De drank heeft een zacht-zoete kruidige geur. Men drinkt dit drankje graag na een lange werkdag of op stormachtige dagen.

## Ontstaan
In het jaar 1930 stapte de familie De Wit de drankenhandel in. In de jaren '70 nam Cor de Wit (geboren in 1929) het bedrijf ETA, de Eerste Texelse Advocaatfabriek, over. Bij de aankoop was ook een deel van de inventaris inbegrepen. Op een oude lessenaar vond hij een vergeeld notitieboekje dat vol bleek te staan met recepten voor diverse dranken. In het boekje vond hij een recept voor een kruidenbittertje dat hij besloot te bereiden. Na enige aanpassingen werd het goed gekeurd en familie De Wit vernoemde het drankje naar de traditionele bezigheid van de Texelaars: strandjutten.

## Populariteit
Toen het drankje net op de markt kwam, was het uitsluitend te koop op Texel. Tegenwoordig is Juttertje te vinden bij veel slijterijen door het hele land en is het drankje ook populair in Duitsland. Het bottelen en de distributie van de drank wordt tegenwoordig bij een groothandel buiten Texel gedaan.